# 浅野智彦
浅野 智彦（あさの ともひこ、1964年 - ）は、日本の社会学者、東京学芸大学教育学部教授。

## 人物・来歴
宮城県出身。宮城県仙台第二高等学校卒、1987年東京大学法学部政治学科卒、89年同文学部社会学科卒、94年同大学院社会学研究科博士課程単位取得退学。

## 著書
- 『自己への物語論的接近 家族療法から社会学へ』勁草書房, 2001.6
- 『趣味縁からはじまる社会参加』(若者の気分) 岩波書店, 2011.6
- 『「若者」とは誰か アイデンティティの30年』(河出ブックス) 河出書房新社, 2013.8

### 共編著
- 『図解社会学のことが面白いほどわかる本 本当のことがホントにわかる!』編著. 中経出版, 2002.5
- 『検証・若者の変貌 失われた10年の後に』編. 勁草書房, 2006.2
- 『社会構成主義のプラグマティズム 臨床心理学の新たなる基礎』若島孔文編著, 内藤朝雄,佐藤宏平,齋藤暢一朗,須永直人, 尾花高志共著. 金子書房, 2007.4
- 『労働』 (若者の現在) 小谷敏,土井隆義, 芳賀学共編. 日本図書センター, 2010.10
- 『考える力が身につく社会学入門』編著. 中経出版, 2010.2
- 『政治』(若者の現在) 小谷敏, 土井隆義, 芳賀学共編. 日本図書センター, 2011.5
- 『文化』(若者の現在）小谷敏, 土井隆義, 芳賀学共編. 日本図書センター, 2012.3
- 『グローバル・コミュニケーション キーワードで読み解く生命・文化・社会』伊藤陽一,赤堀三郎,浜日出夫,高田義久,粟谷佳司共編. ミネルヴァ書房, 2013.3
- 『〈若者〉の溶解』川崎賢一共編著. 勁草書房, 2016.10
- 『現代若者の幸福 不安感社会を生きる』藤村正之,羽渕一代共編. 恒星社厚生閣, 2016.2
- 『自己語りの社会学 ライフストーリー・問題経験・当事者研究』小林多寿子共編. 新曜社, 2018.8

## 論文
- <浅野智彦